# Janggala (Cidolog)
Janggala is een bestuurslaag in het regentschap Ciamis van de provincie West-Java, Indonesië. Janggala telt 3663 inwoners (volkstelling 2010).